# 滑り説

サルコメアの構造。下図が収縮後の様子。

滑り説（すべりせつ）は、筋収縮が進行するメカニズムとして提唱されている学説である。アンドリュー・フィールディング・ハクスリーとヒュー・ハクスリーがそれぞれ独自に提唱した（なおこの二人に血縁関係はない）。滑走説、ハクスリーの滑り説などとも言われる。筋収縮の分子メカニズムとして、もっとも広く受け入れられている説である。
また、原形質流動にかかるアクチンやミオシンの動きや、キネシンが微小管上を移動するメカニズムなどを滑り説ということもある。

## 概要
横紋筋はアクチンとミオシンから構成されている。滑り説では、ミオシン頭部がラチェットのように動いて、アクチンフィラメントを内側に引き寄せる（アクチンがミオシン側に滑り込む）ことで、筋収縮が起こるとされる。滑り説において、筋肉が弛緩している状態から収縮が起きるプロセスは、以下のように説明される。
1. 筋肉が弛緩しているときは、トロポミオシンがアクチンフィラメントを取り巻いており、アクチン上のミオシン結合部位をふさいでいる。
2. 筋収縮を引き起こすもととなる神経刺激を受けると、筋小胞体からカルシウムイオンが放出される。
3. トロポミオシンに結合しているトロポニン複合体にカルシウムイオンが結合する。
4. トロポニンの立体構造が変化し、トロポミオシンがアクチンフィラメントから離れる。
5. ミオシンの頭部がアクチン上の結合部位に結合する。なお結合の際に、ミオシン頭部がATPをADPに加水分解する。
6. ミオシンのADPが外れることによってミオシン頭部の角度が変わり、その際にアクチンフィラメントがM線側（サルコメアの中央側）に引っ張られる。
7. ミオシン頭部に再度ATPが結合すると、もう一度アクチンフィラメントに結合し、同様にアクチンフィラメントをM線側に引っ張る。この過程を繰り返すことで、筋収縮が行われる。

実際に筋収縮が行われる際には、筋繊維の集合単位であるサルコメア（Z膜とZ膜の間の領域、筋節とも）が一つの収縮単位となり、連動してアクチンフィラメントを内側に引っ張っている。また、収縮前と収縮後でミオシンフィラメントの長さは変わらない。
なお、ここでは横紋筋について説明したが、平滑筋にはトロポニンが存在しないため、横紋筋における滑り説をそのまま援用して平滑筋の収縮を説明することはできない。

## 関連用語
- 興奮収縮連関